# Giudizi de capite civis
I giudizi de capite civis, nell'Antica Roma, sono quei procedimenti giurisdizionali in cui è in gioco la vita dell'accusato. Nel corso dell'esperienza giuridica romana tali giudizi hanno conosciuto un particolare sviluppo normativo in fase repubblicana, in particolare nell'ambito della legislazione in materia de provocatione, che consentì al cittadino romano, destinatario di un provvedimento sanzionatorio di natura capitale da parte di un magistrato, di chiedere il giudizio popolare tramite lo strumento della provocatio ad populum, e in quella decemvirale che introdusse la norma de capite civis nisi per maximum comitatum, comportante l'attribuzione esclusiva della giurisdizione capitale ai comizi centuriati, il conseguente divieto di giudicare de capite civis iniussu populi (di condannare a morte senza un giudizio popolare), e il divieto di interfici indemnatum quemcumque homine (di mettere a morte un cittadino che non sia stato condannato a seguito di regolare giudizio popolare).

## I giudizi capitali in fase monarchica

### Gli indizi di un progressivo coinvolgimento del popolo nell'ambito della giurisdizione capitale
Da principio è probabile che il re si sia occupato anche dei giudizi capitali senza alcun ricorso alla partecipazione popolare nel processo giurisdizionale.
Gli indizi che suggeriscono una graduale tendenza a tenere tale tipologia di giudizi quanto meno in contione (cioè dinanzi ad un'adunanza informale del popolo) già in età monarchica sono però molteplici.
In particolare Livio racconta come "tirannico" il comportamento di Tarquinio il Superbo che conduceva in solitaria, senza il coinvolgimento di consiglieri, i giudizi capitali, lasciando intendere che normalmente tali giudizi venissero condotti, quanto meno, con la partecipazione di consiglieri; Dionigi nel descrivere le istituzioni della monarchia romana fa riferimento alla convocazione dell'assemblea popolare per l'amministrazione della giustizia; Varrone riporta che nell'antico calendario erano presenti dei giorni in cui il re convocava l'assemblea a scopo giurisdizionale; tali indicazioni delle fonti troverebbero tra l'altro riscontro nel dato archeologico della pavimentazione pre-repubblicana ai piedi dell'arce capitolina.
Inoltre varie fonti affermano che i quaestores parricidii fossero stati introdotti già in fase monarchica. L'attività inquisitoria svolta da tali figure ausiliarie del re probabilmente era svolta in contione, posto che a seguito della verifica della insussistenza del dolo, qualora l'accusato fosse quindi riconosciuto colpevole di omicidio non volontario, era previsto che egli offrisse in sacrificio un ariete alla famiglia della vittima dinanzi al popolo riunito. Tenendo conto che i giudizi per parricidium, nel caso in cui fosse verificato il dolo, conducevano invece alla pena capitale, è possibile considerarli dei giudizi de capite civis che prevedevano per la prima volta una qualche forma di partecipazione popolare.
Va poi detto che, stando a varie fonti di età tardo-repubblicana, già in fase monarchica potrebbe essersi affermato l'uso di una primordiale provocatio ad populum facoltativa, anche se nelle forme di una graziosa concessione da parte dei sovrani e non certo di un vero e proprio diritto riconosciuto al cittadino.

### Il caso giudiziario dell'Orazio durante il regno di Tullo Ostilio,primum iudicium de capite
Emblematiche, al netto delle contraddizioni ed incongruenze, sono le numerose fonti relative al controverso caso giudiziario dell'Orazio superstite, che, anche se probabilmente qualificabili come rielaborazioni del leggendario episodio estrapolato dal patrimonio epico, danno chiaro indizio di come, tra le fonti di età repubblicana e successive, fosse diffusa la convinzione che già in fase monarchica i giudizi capitali fossero stati progressivamente affidati a forme di giurisdizione popolare.
In particolare è Cicerone ad inquadrare tale vicenda come primum iudicium de capite:
(Marco Tullio Cicerone, Pro Milone, III.7)
Pertanto, stando alla tradizione, è possibile che già in fase monarchica si sia andata sviluppando l'usanza di affidare i giudizi capitali all'assemblea popolare; di questo avviso è in particolare parte della dottrina romanistica che ritiene che il primordiale giudizio popolare in contione possa essersi evoluto, già prima della repubblica, in veri e propri giudizi popolari dinanzi ai comizi curiati.

## Lo sviluppo normativo in fase repubblicana

### Il periodo pre-decemvirale (509-450 a.C.) e l'impatto normativo dellalex Valeria de provocatione
Nella fase repubblicana pre-decemvirale il primo importante sviluppo è dato dall'approvazione da parte dei comizi centuriati della lex Valeria de provocatione del 509 a.C..
Tale lex secondo l'unanime, ancorché variegata, tradizione delle fonti antiche sarebbe stata la prima lex centuriata ad essere approvata ed avrebbe introdotto, fin dalla nascita della repubblica, l'istituto della provocatio ad populum, riconoscendo ai cittadini, minacciati di sanzione capitale da parte di un magistrato, il diritto di richiedere il giudizio popolare. Va segnalato che la storicità di tale lex è stata oggetto di discussioni in dottrina, anche se ormai vari indizi fanno propendere per la sua autenticità. 
In ogni caso pare probabile che, anche qualora la lex non fosse storicamente autentica, l'istituto giuridico della provocatio ad populum possa comunque essersi affermato in fase pre-decemvirale in via consuetudinaria. 
Si discute in dottrina romanistica su quale struttura comiziale, tra i comizi centuriati e i comizi curiati, si sia vista attribuita, nella fase pre-decemvirale, la competenza per i giudizi popolari capitali. Infatti è pacifico che tale competenza fosse stata attribuita ai comizi centuriati a seguito della legislazione decemvirale, ma non ci sono indicazioni chiare ed univoche delle fonti con riguardo ai primi decenni della repubblica. Le varie ipotesi affermate in dottrina possono essere ricondotte, per semplificare, a tre orientamenti: 
- vi è chi[36] ritiene improbabile che i comizi centuriati, nel momento in cui si appropriarono per la prima volta del potere legislativo approvando la lex Valeria, abbiano poi attribuito la competenza giurisdizionale ad una diversa struttura comiziale e quindi ipotizza che i comizi centuriati fin da subito si siano auto-attribuiti anche la competenza giurisdizionale;
- vi è chi[37], ritenendo che la giurisdizione popolare si fosse sviluppata in via consuetudinaria già in fase monarchica con competenza in capo ai comizi curiati, e che il patriziato potesse preferire il mantenimento della competenza in capo a tale struttura comiziale, in quanto più facilmente controllabile attraverso strumenti clientelari, ipotizza invece che la lex Valeria si sia limitata a consolidare quanto previsto dalla tradizione, mantenendo la competenza giurisdizionale in capo ai comizi curiati;
- vi è chi[38], dinanzi alla mancanza di chiare indicazioni delle fonti a tal riguardo, suppone che non vi fosse stata alcuna attribuzione esclusiva della competenza a questa o quell'altra struttura comiziale, e che, fino all'approvazione delle XII tavole, potrebbe aver avuto luogo una competenza concorrente dei comizi curiati e centuriati, cui peraltro si sarebbe andata ad affiancare in via di fatto, a seguito dell'affermazione delle leges sacratae e dell'ordinamento tribunizio, anche la competenza dei concilia plebis.

### L'impatto normativo delle XII tavole ed in particolare della c.d. normade capite civis
Nell'ambito delle norme introdotte dai decemviri nelle XII tavole le più rilevanti con riguardo ai giudizi de capite civis sono la norma de capite civis nisi per maximum comitatum (Tavola IX.2) e il divieto di interfici indemnatum quemcumque hominem (Tavola IX.6); la prima ci è tramandata da Cicerone, che ne parla più volte nel De legibus e nell'orazione Pro Sestio, e da Sesto Pomponio che ne parla nel libro singulari enchiridii (che è inserito all'interno del Digesto di Giustiniano):
non per mezzo dei comizi centuriati [...]»
(Marco Tullio Cicerone, De legibus, III.4.11)
(Marco Tullio Cicerone, De legibus, III.19.44)
(Marco Tullio Cicerone, Pro Sestio, XXX.65)
(Sesto Pomponio, libro singulari enchiridii, D.I.2.2.16)
(Sesto Pomponio, libro singulari enchiridii, D.I.2.2.22)
Se la testimonianza di Pomponio, per quanto autorevole in quanto elevata a fonte giuridica all'interno del Digesto, può apparire oggettivamente vaga, non specificando che tale norma fosse contenute nelle XII Tavole, e tarda, la testimonianza di Cicerone circa il contenuto delle XII tavole dovrebbe essere ritenuta particolarmente affidabile per via della sua attività professionale e della sua formazione giuridica, che dovrebbe avergliene consentito una particolare conoscenza; d'altronde è lo stesso Arpinate ad affermare che quasi tutti i giuristi della sua generazione avessero imparato a memoria il testo decemvirale.
Sulla base di tali indicazioni infatti la dottrina, sostanzialmente unanime, attribuisce alle XII tavole l'introduzione di una giurisdizione esclusiva in materia di giudizi capitali in capo ai comizi centuriati e del divieto di condannare a morte un cittadino senza un regolare processo popolare dinanzi a tali comizi.
Più da discutere ha dato il divieto di interfici indemnatum quemcumque hominem; tale norma ci è infatti riportata da una fonte decisamente più tarda che potrebbe semplicemente aver rielaborato o riformulato l'originario contenuto normativo dell'altra norma poc'anzi menzionata. Si tratta di Salviano di Marsiglia nel De gubernatione Dei.
(Salviano di Marsiglia, De gubernatione Dei, VIII.5)
La dottrina ha dovuto interrogarsi circa il contenuto normativo di tale norma perché risulta molto simile a quello della norma de capite civis nisi per maximum comitatum; si segnalano tra le vari ipotesi:
- l'ipotesi che Salviano starebbe parlando appunto, sia pure riformulando, della stessa norma de capite civis, e quindi non starebbe descrivendo una norma diversa ed autonoma[41];
- l'ipotesi che la norma descritta da Salviano sarebbe effettivamente una norma diversa volta a vietare l'esecuzione capitale ad esito di processi plebei di natura rivoluzionaria[42];
- l'ipotesi che tale norma sarebbe strumentale alla norma de capite civis, intesa come norma sulla competenza comiziale, incriminando eventuali trasgressori che ponessero in essere giudizi capitali dinanzi ad altra struttura assembleare o addirittura mettessero a morte senza alcun processo[43].

Venuta meno la giurisdizione capitale dei comizi curiati e dei concilia plebis, le fonti ci informano che ad un certo punto, e senz'altro a partire dal III secolo a.C., i giudizi capitali dinanzi ai comizi centuriati potessero essere proposti anche dai tribuni della plebe .
Quindi a seguito dell'approvazione delle XII tavole quasi tutti i giudizi capitali, che fossero esito di provocatio ad populum o di iniziativa magistratuale o tribunizia, furono attratti dalla competenza giurisdizionale dei comizi centuriati.
Uniche rare eccezioni costituirono probabilmente alcuni giudizi per flagrante sacertà plebea e forse per perduellio per via della particolare natura politica di tali giudizi.

### La possibilità di scegliere l'esilio volontario prima della conclusione del voto delle centurie
Durante il periodo repubblicano si sviluppò in via consuetudinaria la facoltà, in capo all'accusato prossimo ad essere condannato a morte, di scegliere, entro la conclusione della votazione nell'ambito dello iudicium populi, l'esilio volontario; tale scelta evitava l'esecuzione della pena capitale, ma comportava comunque una capitis deminutio nelle forme della aquae et ignis interdictio.
Nelle ultime decadi della repubblica, in un contesto di accesa lotta politica in cui spesso e volentieri la condanna si poteva subire direttamente per Senatus consultum ultimum, tale facoltà fu però spesso negata. Un caso noto è quello dei congiurati catilinari; a nulla valse il discorso di Cesare in Senato volto a garantire loro l'esercizio di tale facoltà.

## Gli sviluppi tardo-repubblicani ed imperiali

### Lequaestiones perpetuae
Nella più avanzata fase repubblicana, con l'abbandono del sistema dei iudicia populi in favore del sistema delle quaestiones perpetuae, il ruolo di garanzia delle norme de capite civis divenne poco rilevante nel quadro di un più evoluto sistema processuale accusatorio che era senz'altro più garantista del vecchio sistema, posto che non sempre il giudizio popolare era garanzia di un giusto processo, potendo risolversi in condanne di persone innocenti ma impopolari o in assoluzioni di persone colpevoli ma molto popolari.

### Ilsenatus consultum ultimum
Negli ultimi decenni della repubblica, in contesti di lotta politica sempre più infuocata, spesso le garanzie de capite civis furono violate, con condanne a morte emesse direttamente dal Senato tramite il c.d. Senatus consultum ultimum. In questa fase si conosce quindi una profonda crisi delle norme di garanzia di giudizio popolare.

### Lacognitio extra ordinem
In fase imperiale, con il passaggio al sistema della cognitio extra ordinem, la garanzia di giudizio popolare offerta dalla norma de capite civis venne del tutto meno in un contesto processuale radicalmente inquisitorio, dove l'unico strumento di garanzia rimasto era quello dell'appellatio al funzionario imperiale gerarchicamente superiore ed, in ultima istanza, al tribunale imperiale.